# Suicide Silence
Suicide Silence ist eine aus fünf Mitgliedern bestehende US-amerikanische Deathcore-Band aus Riverside, Kalifornien.

## Geschichte

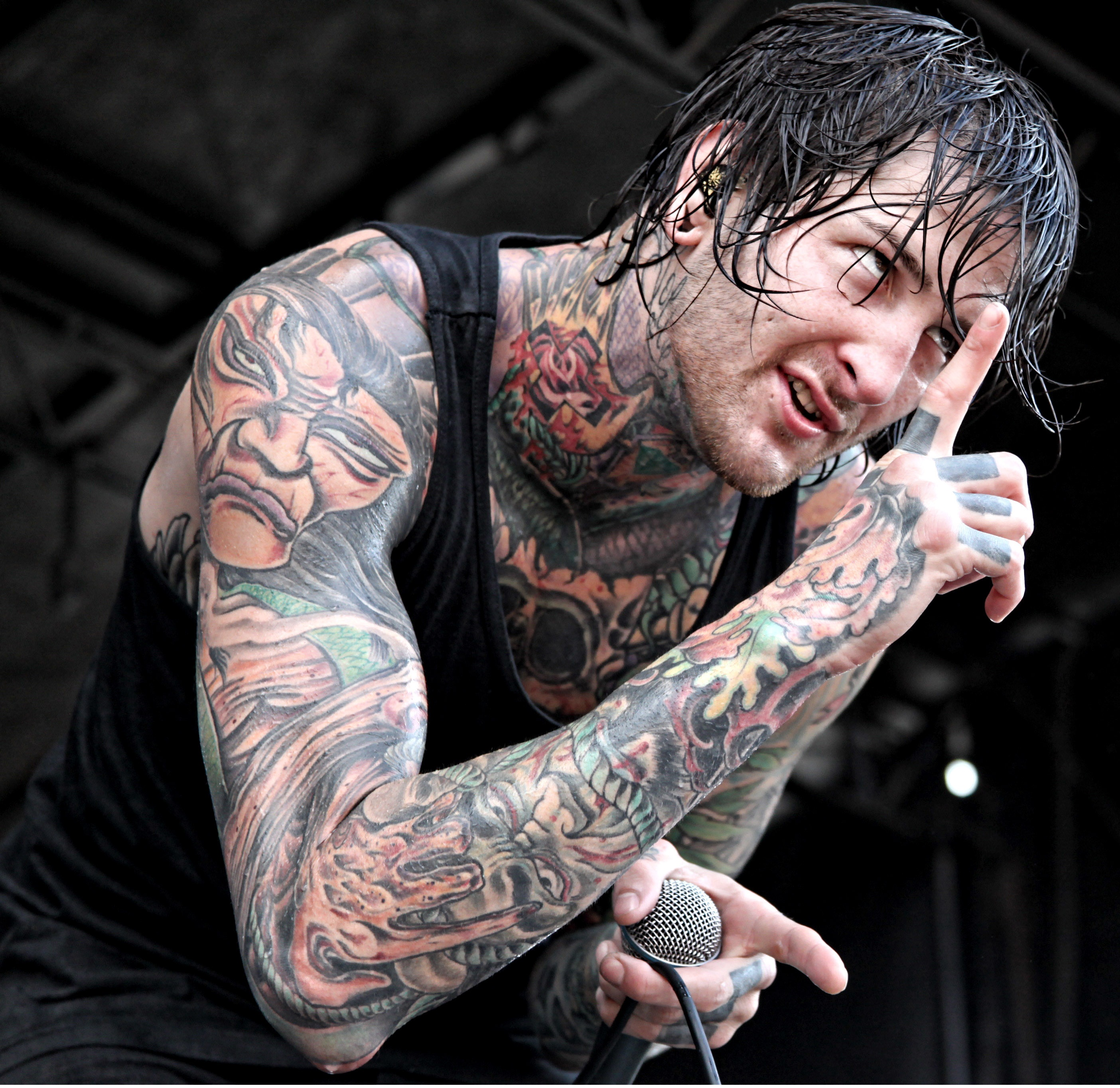
Sänger Mitch Lucker bei einem Konzert ein Jahr vor seinem tödlichen Unfall 2012

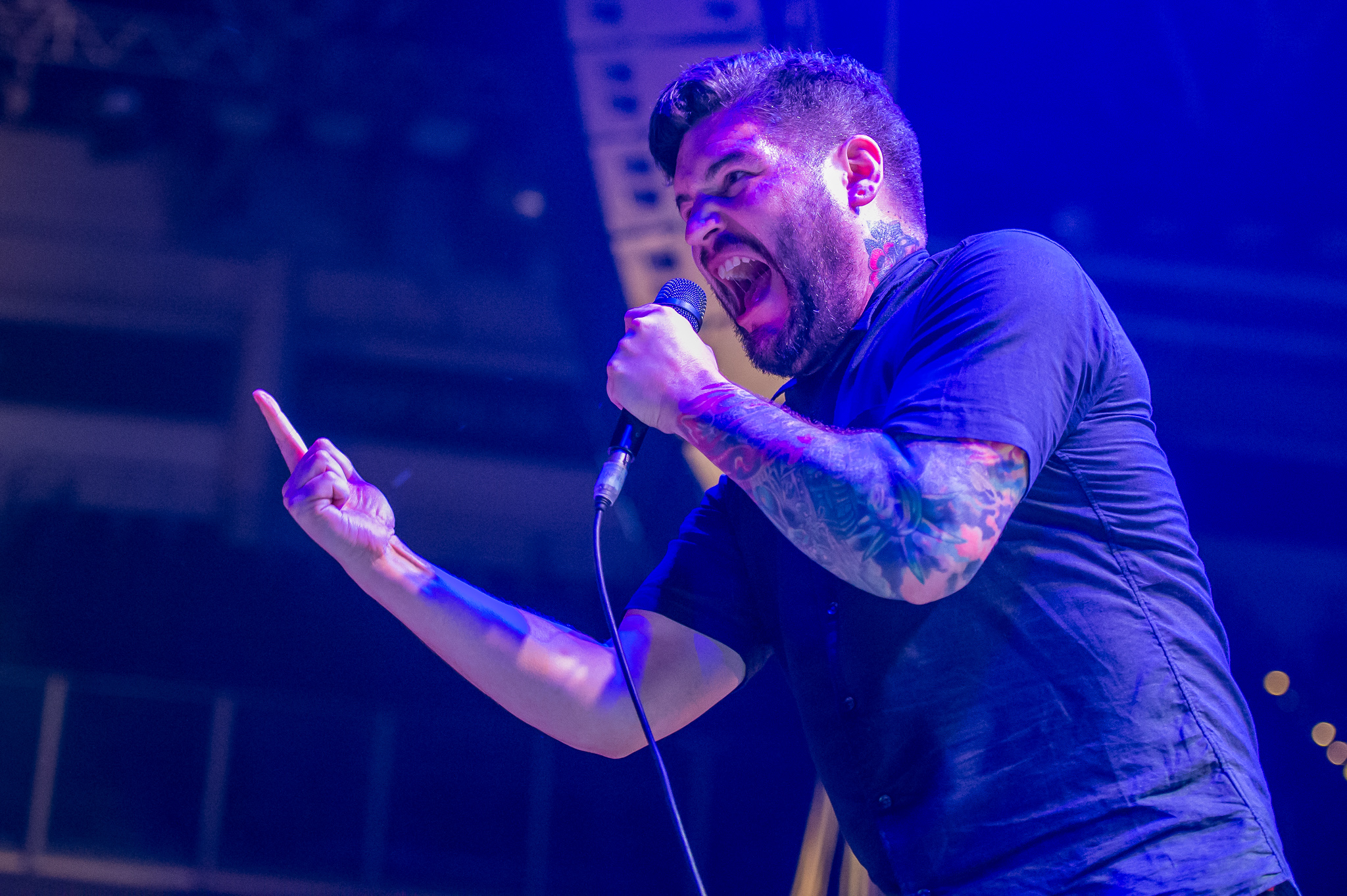
Frontmann seit 2013: Eddie Hermida, hier live bei Rock im Park 2014

2002 gegründet, veröffentlichte die Band 2003 und 2004 selbstaufgenommene Demos. 2005 erschien die EP Suicide Silence beim amerikanischen Label Third Degree Records, welche 2006 in England von In at the Deep End Records wiederaufgelegt wurde.
Am 18. September 2007 erschien das Debütalbum The Cleansing, das von John Travis (Static-X) produziert wurde und von dem in der ersten Woche bereits 7250 Kopien verkauft wurden. Das Album ist in der Geschichte des Labels Century Media das meistverkaufte Debütalbum einer Band und stieg auf Platz 94 der US-Billboard 200 ein, hielt sich allerdings nur eine Woche in den Charts.
Im Februar 2009 begannen die Aufnahmen für das zweite Studioalbum No Time To Bleed, welches am 30. Juni 2009 veröffentlicht wurde. Am 8. Juli 2009 stieg „No Time to Bleed“ auf Platz 32 in die US-Billboard-Charts ein.
Im Oktober 2010 veröffentlichte die Band ihr Album No Time to Bleed als Tour-Edition neu. Neben den herkömmlichen Liedern befanden sich auf dem Album zusätzlich zwei Bonus-Songs, so wie eine DVD mit Videomaterial zu einigen Live-Auftritten und drei Video-Clips.
Das dritte Studioalbum The Black Crown ist in Amerika am 12. Juli 2011, in Europa am 18. Juli 2011 erschienen. Der erste veröffentlichte Song ist You Only Live Once via Facebook, Fuck Everything wurde bereits auf Konzerten vorgestellt.
Am 1. November 2012 um 06:17 Uhr kalifornischer Zeit starb Sänger Mitchell Adam Lucker an den Folgen schwerer Verletzungen infolge eines Motorradunfalls, der sich am Abend des 31. Oktober 2012 ereignet hatte. Er hinterließ seine Frau und eine Tochter.
Am 2. Oktober 2013 veröffentlichte die Band Ausschnitte einer Neuaufnahme des Songs You Only Live Once mit ihrem neuen Sänger Eddie Hermida. Zwei Tage später wurde bestätigt, dass Hermida als neuer Frontsänger bei Suicide Silence fungieren wird. Er war zuvor Frontsänger in der Deathcore-Band All Shall Perish. Am 23. Oktober verkündete die Gruppe an neuen Songs für das vierte Studioalbum zu arbeiten. Am 16. Dezember 2013 wurde bekanntgegeben, dass die DVD Ending Is The Beginning: The Mitch Lucker Memorial Show am 18. Februar 2014 in Nordamerika erscheinen würde. Einen Monat später sollte schließlich die Veröffentlichung in Europa folgen.
Im Juni 2014 spielte Suicide Silence bei Rock am Ring und Rock im Park. Das vierte Album der Band, welches das erste mit dem neuen Sänger Eddie Hermida ist, erschien am 14. Juli 2014 und stieg erneut in die Charts ein. Es heißt You Can’t Stop Me und wurde über Nuclear Blast veröffentlicht. Zwischen dem 3. und 30. Oktober 2014 ist eine USA-Konzertreise mit The Black Dahlia Murder und Chelsea Grin geplant, die 24 Konzerte umfasst. Auf einzelnen Konzerten sind zudem Beartooth, Whitechapel und Machine Head zu sehen. Im November und Dezember 2014 folgt eine mehrwöchige Europatour mit Thy Art Is Murder, Fit for an Autopsy und Black Tongue (UK only).

## Diskografie

### Studioalben
| Jahr | Titel Musiklabel                       | Höchstplatzierung, Gesamtwochen, AuszeichnungChartplatzierungen (Jahr, Titel, Musiklabel, Platzierungen, Wochen, Auszeichnungen, Anmerkungen) | Höchstplatzierung, Gesamtwochen, AuszeichnungChartplatzierungen (Jahr, Titel, Musiklabel, Platzierungen, Wochen, Auszeichnungen, Anmerkungen) | Höchstplatzierung, Gesamtwochen, AuszeichnungChartplatzierungen (Jahr, Titel, Musiklabel, Platzierungen, Wochen, Auszeichnungen, Anmerkungen) | Höchstplatzierung, Gesamtwochen, AuszeichnungChartplatzierungen (Jahr, Titel, Musiklabel, Platzierungen, Wochen, Auszeichnungen, Anmerkungen) | Anmerkungen                              |
| Jahr | Titel Musiklabel                       | DE | AT | CH | US | Anmerkungen                              |
| ---- | -------------------------------------- | --- | --- | --- | --- | ---------------------------------------- |
| 2007 | The Cleansing Century Media            | — | — | — | US94 (1 Wo.)US | Erstveröffentlichung: 18. September 2007 |
| 2009 | No Time to Bleed Century Media         | — | — | — | US32 (7 Wo.)US | Erstveröffentlichung: 30. Juni 2009      |
| 2011 | The Black Crown Century Media          | DE63 (1 Wo.)DE | — | — | US28 (5 Wo.)US | Erstveröffentlichung: 12. Juli 2011      |
| 2014 | You Can’t Stop Me Nuclear Blast        | DE24 (1 Wo.)DE | AT43 (1 Wo.)AT | CH54 (1 Wo.)CH | US16 (5 Wo.)US | Erstveröffentlichung: 15. Juli 2014      |
| 2017 | Suicide Silence Nuclear Blast          | DE98 (1 Wo.)DE | — | — | US163 (1 Wo.)US | Erstveröffentlichung: 24. Februar 2017   |
| 2020 | Become the Hunter Nuclear Blast        | DE85 (1 Wo.)DE | — | — | — | Erstveröffentlichung: 14. Februar 2020   |
| 2023 | Remember... You Must Die Century Media | — | — | — | — | Erstveröffentlichung: 10. März 2023      |

### Livealben
| Jahr | Titel Musiklabel                                                               | Höchstplatzierung, Gesamtwochen, AuszeichnungChartplatzierungen (Jahr, Titel, Musiklabel, Platzierungen, Wochen, Auszeichnungen, Anmerkungen) | Höchstplatzierung, Gesamtwochen, AuszeichnungChartplatzierungen (Jahr, Titel, Musiklabel, Platzierungen, Wochen, Auszeichnungen, Anmerkungen) | Höchstplatzierung, Gesamtwochen, AuszeichnungChartplatzierungen (Jahr, Titel, Musiklabel, Platzierungen, Wochen, Auszeichnungen, Anmerkungen) | Höchstplatzierung, Gesamtwochen, AuszeichnungChartplatzierungen (Jahr, Titel, Musiklabel, Platzierungen, Wochen, Auszeichnungen, Anmerkungen) | Anmerkungen                            |
| Jahr | Titel Musiklabel                                                               | DE | AT | CH | US | Anmerkungen                            |
| ---- | ------------------------------------------------------------------------------ | --- | --- | --- | --- | -------------------------------------- |
| 2014 | Ending Is the Beginning: The Mitch Lucker Memorial Show 12.21.12 Century Media | DE73 (1 Wo.)DE | — | — | US59 (1 Wo.)US | Erstveröffentlichung: 18. Februar 2014 |
| 2019 | Live & Mental Nuclear Blast                                                    | — | — | — | — | Erstveröffentlichung: 12. Juli 2019    |

### Singles, EPs
- 2005: Suicide Silence (Third Degree Records)
- 2006: Suicide Silence (Re-Release) (In at the Deep End Records)
- 2008: Green Monster (Century Media)
- 2010: Wake Up (Century Media)
- 2010: Disengage (Century Media)
- 2011: No Time to Bleed (Century Media)
- 2014: You Can’t Stop Me (Nuclear Blast)
- 2015: Sacred Words (Nuclear Blast)
- 2017: Doris (Nuclear Blast)
- 2017: Silence (Nuclear Blast)
- 2017: Dying in a Red Room (Nuclear Blast)